# Tatjana Wood
Tatjana Wood, geborene Tatjana Weintraub (geb. vor 1935 in Darmstadt) ist eine US-amerikanische Künstlerin und Coloristin von Comics.

## Leben
Tatjana Weintraub, Schwester von Karl Joachim Weintraub, wurde in Darmstadt als Tochter eines jüdisch-russischen Vaters und einer christlich-deutschen Mutter geboren. Das Geburtsdatum von ihr ist nicht bekannt. Wie ihr Bruder besuchte sie ab 1935 die Quäkerschule Eerde. Unklar ist, ob sie nach dem Einmarsch der Nazis ebenfalls von einer holländisch-christlichen Familie  versteckt worden war. Es kann aber als sicher gelten, dass auch sie 1948 mit Unterstützung der Quäker in die USA einreisen konnte.
Während Tatjanas Bruder seine Ausbildung an der University of Chicago fortsetzte, blieb sie in New York und besuchte dort die „Traphagen School of Fashion“. 1949 begegnete Tatjana Weintraub Wally Wood, den sie 1950 heiratete. Die Ehe wurde 1969 geschieden, doch nach Wally Woods Selbstmord im Jahre 1981 hinterließ er seiner früheren Frau sein gesamtes finanzielles Vermögen, während sein übriger Nachlass an die „Wally Wood Estate“ fiel. Seit 2014 gibt es nun einen offenbar noch nicht entschiedenen Rechtsstreit zwischen dem nachfolgenden Rechteinhaber der „Wally Wood Estate“ und Tatjana Wood, weil ihr ein Verlag 2005 mangels einer anderen Adresse 150 bis 200 Originalzeichnungen von Wally Wood zusandte, die der aktuelle Rechteinhaber inzwischen für sich reklamierte. Der Wert dieser Blätter soll zwischen $ 2.000 und $ 25.000 je Blatt liegen. Unklar ist dabei, ob es sich bei den Blättern auch um solche gehandelt haben könnte, die Wally Wood noch zu seinen Lebzeiten seiner früheren Frau geschenkt haben könnte.
Tatjana Wood ist in den letzten Jahren nicht mehr künstlerisch in Erscheinung getreten. Nach langen Jahren in der Comic-Branche zog sie sich Ende 2003 daraus zurück.

## Künstlerisches Schaffen
In den 1950er und 60er Jahren arbeitete Tatjana Wood, meist unbezahlt, mit ihrem Mann zusammen. Eine Arbeit, an der sie zu dieser Zeit mitgewirkt haben soll, ist der Comic „Carl Akeley!“, für den sie viele Tierzeichnungen angefertigt habe. In der Grand Comics Database wird jedoch nur Wally Wood als Verantwortlicher für „Script, Pencils und Inks“ erwähnt, und auch für „Colors und Letters“ zeichnen andere verantwortlich.
Ab 1969 arbeitete Tatjana Wood mit DC Comics zusammen und war zwischen 1973 und der Mitte der 1980er Jahre die Haupt-Coloristin für die Titelblätter von deren Comics.  Wood kolorierte aber auch die Innenteile vieler Comics, so zum Beispiel in Grant Morrisons Animal Man oder in  Camelot 3000. Die „DC Database“
führt darüber hinaus auf: House of Secrets, Our Army At War, Tarzan und Brave and the Bold. Als bemerkenswerteste Arbeiten von ihr werden dort die Mitarbeit an dem schon erwähnten Animal Man sowie die Mitarbeit an Len Weins Swamp Thing herausgestellt.
Tatjana Wood ist auch als Weberin und Schneiderin hervorgetreten, die Theaterkostüme und Tapisserien geschaffen hat.

## Auszeichnungen
- 1971 Shazam Award als beste Coloristin.[1]
- 1974 Shazam Award als beste Coloristin.[13]
- 1977 Best Colorist der Academy of Comic Book Arts.[1]